# Friedrich Wilhelm von Clausewitz
Friedrich Wilhelm von Clausewitz (* 6. September 1809 in Graudenz; † 10. Januar 1881 in Berlin) war ein deutscher Polizeipräsident.

## Leben
Friedrich von Clausewitz war ein Sohn des preußischen Generals Wilhelm Benedikt von Clausewitz (1773–1849) und der Friederike, geb. von Hülsen (1774–1850).
Er studierte Rechtswissenschaften und kam 1832 als Regierungsassessor in den Staatsdienst. Seit dem 19. August 1840 war er mit der Leitung der Danziger Polizei beauftragt. Er reorganisierte die Polizei, die Hafenpolizei und baute neue Polizeistationen in der Stadt auf. 1842 wurde er in Danzig erst Polizeidirektor und ein Jahr später Polizeipräsident. Im Jahre 1859 gründete er nach einer Reihe von Großbränden in Danzig eine untergeordnete Berufsfeuerwehr auf dem ehemaligen Stadthof, auf der heutigen Ogarnastraße. Durch die Baupolizei überwachte er alle Bauarbeiten für die Sanierung, Umbauten und Neubauten in der Stadt. Er kontrollierte Einwohnermelderegister und Grenzverkehr. Alle kommunalen Investitionsvorhaben mussten seine Zustimmung erhalten.
Clausewitz wurde am 16. Dezember 1857 Ehrenbürger der Stadt Danzig. In Pension ging er auf eigenen Wunsch hin am 1. Oktober 1875. Bis 1872 hatte er den Roten Adlerorden 3. Klasse, den Kronen-Orden 3. Klasse, den russischen St.-Wladimir-Orden 4. Klasse und den russischen St.-Annen-Orden 2. Klasse erhalten.
Er war mit Fanny Hageböck (1810–1888) verheiratet.